# Sonny Sharrock
Warren Harding "Sonny" Sharrock (27 de Agosto de 1940 – 25 de Maio de 1994) foi um guitarrista de jazz americano. Ele havia se casado com a cantora Linda Sharrock, com quem ele gravou e tocou.
Um dos poucos guitarristas na primeira onda do free jazz dos anos 60, Sharrock era conhecido por seu ataque fortemente violento, seus feedbacks altamente amplificados, e seu uso de linhas de saxofone tocou alto na guitarra.

## Biografia

### Início da vida e carreira
Sharrock começou sua carreira musical cantando Doo Wop em sua adolescência. Ele colaborou com Pharoah Sanders e Alexander Solla no final dos anos 1960, aparecendo primeiro no álbum de 1966 de Sanders, Tauhid. Fez várias aparições com o flautista Herbie Mann e uma aparição sem créditos no filme A Tribute to Jack Johnson, de Miles Davis.
Ele queria tocar saxofone tenor de sua juventude depois de ouvir John Coltrane no Kind of Blue, de Davis, na rádio aos 19 anos, mas sua asma impediu isso. Sharrock disse repetidamente, no entanto, que ainda se considerava "um trompista com um machado realmente fodido".
Três álbuns sob o nome de Sharrock foram lançados no final dos anos 1960 até meados da década de 1970: Black Woman (que foi descrito por um revisor como trazendo a beleza nas emoções ao invés de proezas técnicas), Monkey-Pockie-Boo e um álbum co-creditado a Sharrock e sua esposa, Paradise (um álbum pelo qual Sharrock ficou envergonhado e afirmou várias vezes que não era bom e não deveria ser reeditado).

### Renascimento de carreira
Após o lançamento de Paradise, Sharrock foi semi-aposentado por grande parte da década de 1970, passando por um divórcio de sua esposa e colaboradora ocasional Linda em 1978. Nos anos intermitentes até o baixista Bill Laswell o persuadiu a se aposentar, ele trabalhou como motorista e um zelador para crianças com problemas mentais. A pedido de Laswell, Sharrock apareceu no álbum de 1981 de Material (um dos muitos projetos de Laswell), Memory Serves. Além disso, Sharrock foi membro da banda de punk/jazz "Last Exit", com Peter Brötzmann, Laswell e Ronald Shannon Jackson. Durante o final dos anos 80, ele gravou e tocou extensivamente com a banda de improvisação New York Machine Gun, assim como liderou suas próprias bandas. Sharrock floresceu com a ajuda de Laswell, observando em uma entrevista de 1991 que "os últimos cinco anos foram muito estranhos para mim, porque eu passei doze anos sem fazer um registro e, nos últimos cinco anos, fiz sete discos. sob meu próprio nome. Isso é muito estranho ".
Laswell costumava se apresentar com o guitarrista em seus álbuns, e produziu muitas das gravações de Sharrock, incluindo a guitarra solo, o influenciado pelo metal Seize the Rainbow, e o bem recebido Ask the Ages, que contou com os colegas de banda de John Coltrane, Pharoah Sanders e Elvin Jones. "Quem ela espera ser?" é uma peça lírica que remete às sessões de Coltrane / Davis Kind of Blue que o inspiraram a tocar. Um escritor descreveu Ask the Ages como "mãos para baixo, o melhor momento de Sharrock, e o álbum ideal para tocar para aqueles que dizem odiar a guitarra jazz". Sharrock é talvez mais conhecido pela trilha sonora do Cartoon Network no programa Space Ghost Coast to Coast, com seu baterista Lance Carter, um dos últimos projetos que ele completou no estúdio antes de sua morte. O episódio da terceira temporada "Sharrock" trouxe uma dedicação para ele no final, e uma música inédita que ele gravou para o show durante a maior parte do episódio. "Sharrock" estreou como o 23º episódio em 1 de março de 1996 no Cartoon Network.

### Morte
No dia 25 de Maio de 1994, Sharrock morreu de um ataque no coração na sua casa, em Ossining (Nova Iorque), à beira de assinar um grande contrato de uma gravadora de sua carreira. Ele tinha 53 anos.

## Tributos
O álbum do guitarrista francês Noël Akchoté, Sonny II, lançado em 2004, apresenta faixas escritas, interpretadas e inspiradas por Sharrock. Em agosto de 2010, a rua S. Malcolm em Ossining foi oficialmente renomeada como "Sonny Sharrock Way". Uma placa foi erguida no sábado, 2 de outubro de 2010. Sharrock também foi introduzido no Hall of Fame de Ossining High School.

## Discografia

### Como líder
- 1969: Black Woman (Vortex)
- 1970: Monkey-Pockie-Boo (BYG Actuel)
- 1975: Paradise (Atco)
- 1982: Dance with Me, Montana (Marge)
- 1986: Guitar (Enemy)
- 1987: Seize the Rainbow (Enemy)
- 1989: Live in New York (Enemy)
- 1990: Highlife (Enemy)
- 1991: Faith Moves (CMP) duo with Nicky Skopelitis
- 1991: Ask the Ages (Axiom)
- 1996: Space Ghost Coast to Coast (Cartoon Network)
- 1996: Into Another Light (Enemy) compilation

### Com a Last Exit
- Köln (ITM, 1990)
- Last Exit (Enemy, 1986)
- The Noise of Trouble (Enemy, 1986)
- Cassette Recordings '87 (Enemy, 1987)
- Iron Path (Venture, 1988)
- Headfirst into the Flames: Live in Europe (MuWorks, 1993)

### Como "sideman"
Com Pheeroan akLaff
- Sonogram (Mu Works, 1989)

Com Roy Ayers
- Daddy Bug (Atlantic, 1969)

Com Ginger Baker
- No Material (ITM, 1989)

Com Brute Force
- Brute Force (Embryo, 1970)

Com Don Cherry
- Eternal Rhythm (MPS, 1968)

Com Miles Davis
- A Tribute to Jack Johnson (Columbia, 1970)
- The Complete Jack Johnson Sessions (Columbia, 1970 [2003])

Com Green Line
- Green Line (Nivico, 1970) with Steve Marcus, Miroslav Vitous and Daniel Humair

Com Byard Lancaster
- It's Not Up to Us (Vortex, 1966 [1968])

Com Machine Gun
- Machine Gun (Mu, 1988)
- Open Fire (Mu, 1989)

Com Herbie Mann
- Windows Opened (Atlantic, 1968)
- The Inspiration I Feel (Atlantic, 1968)
- Memphis Underground (Atlantic, 1969)
- Concerto Grosso in D Blues (Atlantic, 1969)
- Live at the Whisky a Go Go (Atlantic, 1969)
- Stone Flute (Embryo, 1970)
- Memphis Two-Step (Embro, 1970)
- Herbie Mann '71 (Embryo, 1971)
- Hold On, I'm Comin' (Atlantic, 1973)

Com Material
- Memory Serves (Celluloid, 1981)

Com Pharoah Sanders
- Tauhid (Impulse!, 1966)
- Izipho Zam (My Gifts) (Strata-East, 1969 [1973])

Com Wayne Shorter
- Super Nova (Blue Note, 1969)

Com The Stalin
- Fish Inn (1986 Mix) (Tokuma Onkou, 1986)

Com Marzette Watts
- Marzette and Company (ESP-Disk, 1966)
- Fonte:Traduzido da página em inglês Sonny Sharrock